# Tipula (Lunatipula) clio
Tipula (Lunatipula) clio is een tweevleugelige uit de familie langpootmuggen (Tipulidae). De soort komt voor in het Palearctisch gebied.